# Aedes japonicus
La zanzara giapponese (Aedes japonicus Theobald, 1901) è un insetto della famiglia dei Culicidae (Diptera: Culicomorpha).
Particolarmente resistente al freddo, è la terza specie di zanzare più invasiva ed è dimostrato come con le sue punture possa trasmettere il Virus del Nilo occidentale (virus WNV) e più recentemente il virus Dengue ed il virus Chikungunya.
Le aree di origine sono: Giappone, Corea, Taiwan, Cina Meridionale e Russia.
Nel resto del mondo è stata inoltre dimostrata la sua presenza in: Austria, Belgio, Canada, Francia, Germania, Nuova Zelanda, Olanda, Svizzera, Slovenia, Italia e Stati Uniti.
L'importazione sembrerebbe essere avvenuta a causa del commercio di pneumatici.
È morfologicamente simile alle specie Aedes aegypti, Aedes albopictus e Aedes koreicus ma le sue larve non riescono a svilupparsi in acque con temperature superiori a 30°. Questo aspetto potrebbe essere il fattore che ne limita la diffusione in Europa meridionale.